# Tiger Stadium (Baton Rouge)
Il Tiger Stadium è uno stadio situato a Baton Rouge (Louisiana). In questo impianto gioca la squadra di football americano dell'Università della Louisiana, gli LSU Tigers.
Quando venne inaugurato nel 1924 poteva ospitare 12.000 spettatori, ma le successive ristrutturazioni hanno portato la capienza a 102.321 posti, che ne fanno il sesto stadio più grande della NCAA e il nono nel mondo intero.

## Peculiarità dell'impianto
- A differenza di gran parte dei terreni di gioco di football americano, il Tiger Stadium riporta il numero zero ("0") all'altezza della end zone.
- Il Tiger Stadium è uno dei tre soli stadi della NCAA che utilizza porte con due pali (come quelle in uso nel rugby). Le regole del football americano prevedono infatti che le porte debbano avere un unico palo, a formare così una "Y", ma da questa regola sono esentati appunto il Tiger Stadium e gli stadi della Florida State University e della Washington State University.

## I Saints dopo l'uragano Katrina
Il Tiger Stadium ha ospitato quattro incontri dei New Orleans Saints durante la stagione NFL del 2005, dopo che l'uragano Katrina aveva reso temporaneamente inutilizzabile il Louisiana Superdome.
NelIe quattro sfide giocate al Tiger Stadium, i Saints hanno ottenuto quattro sconfitte rispettivamente contro i Miami Dolphins, i Chicago Bears, i Tampa Bay Buccaneers e i Carolina Panthers.

## Death Valley
Il Tiger Stadium è soprannominato Death Valley (Valle della morte), per via del frastuono proveniente dagli spalti che accompagna ogni evento sportivo. Nel 2003, durante una partita tra LSU Tigers e Auburn Tigers trasmessa sul canale televisivo nazionale ESPN, venne registrato un livello medio di 119 decibel. In passato questo stadio era soprannominato Deaf Valley (Valle dei sordi).

## Momenti salienti nella storia dell'impianto
- 3 ottobre 1931:  prima partita in notturna (LSU Tigers - Spring Hill 35-0).
- 30 ottobre 2005: prima partita di NFL nella storia dello stadio (New Orleans Saints - Miami Dolphins 6-21).
- 6 ottobre 2007: si registra il record di presenze (92.910 spettatori) durante LSU Tigers - Florida Gators (28-24).
- 20 settembre 2014: si registra il record di presenze (102.321 spettatori) durante LSU Tigers - Mississippi State Bulldogs (29-34).